# Dustin Huisman
Dustin Huisman (Amstelveen, 4 november 1984) is een Nederlandse voetballer, die speelde bij HFC, Ajax, MVV en vanaf de zomer van 2009 voor zaterdaghoofdklasser Quick Boys. Wegens knieblessures is Huisman in 2012 definitief gestopt met voetbal, na eerder dat seizoen te zijn teruggekeerd naar Ajax. Hij is de jongere broer van acteur Michiel Huisman.

## Carrière
| Seizoen | Club        | Land      | Competitie     | Wedstrijden | Doelpunten |
| ------- | ----------- | --------- | -------------- | ----------- | ---------- |
| 2004/05 | HFC Haarlem | Nederland | Eerste divisie | 24          | 1          |
| 2005/06 | AFC Ajax    | Nederland | Eredivisie     | 0           | 0          |
| 2006/07 | AFC Ajax    | Nederland | Eredivisie     | 0           | 0          |
| 2007/08 | MVV         | Nederland | Eerste divisie | 13          | 0          |
| 2008/09 | MVV         | Nederland | Eerste divisie | 0           | 0          |
| Totaal  |             |           |                | 37          | 1          |